# Liste des compositions de Martial Solal
S'il est surtout connu pour son travail dans le domaine du jazz, le pianiste et compositeur français Martial Solal a également écrit plusieurs œuvres de musique dite classique, principalement des concertos, à partir de la fin des années 1970.

## Introduction
Compositeur autodidacte, entré à la SACEM à 18 ans, Martial Solal a intégré l'idée, développée par son ami André Hodeir, selon laquelle le jazz ne doit pas être uniquement improvisé pour rester dans l'histoire, comme il l'a illustré dès 1959, avec sa Suite en ré bémol pour quartette de jazz.

« Cela répond à une grande ambition […] pour le jazz : faire “admettre” le jazz par le monde du classique, grâce à des pièces écrites, mais écrites par un musicien de jazz… Un jazz qui peut se passer d’improvisation ou ne l'utiliser que comme un plus et pas seulement comme un tout. »

— Martial Solal.
Dans les années 1970, Martial Solal rencontre le compositeur Marius Constant, avec qui il coécrit Stress. Solal s'intéresse alors à la musique contemporaine, qui semble pour lui offrir des possibilités inédites pour le jazz. Ses concertos ne sont pour autant pas écrits dans le langage du jazz, et quand il est présent, il n'est jamais porté par l'orchestre, mais plutôt par le soliste, dont le style alterne avec le langage de la musique classique,. Cette idée se retrouve dans les titres de ses pièces : Échanges, Coexistence…
Il est autodidacte, et ne revendique aucune influence : « depuis longtemps, j’écoute peu les autres. J’ai assisté à des concerts de Xenakis, Stockhausen, également de Dutilleux qui est plus classique… J’ai beaucoup écouté Messiaen. Je connais les compositeurs de l'École de Vienne. Mais je ne les ai pas étudiés, j’ai juste pris conscience à leur écoute de l’existence d’ingrédients intéressants. Il faudrait plus parler d’imprégnation inconsciente. »
Solal raconte ne jamais mieux composer que quand il a des délais à respecter. Il cherche des idées au piano, parfois pendant des semaines, cherchant à tomber sur une idée mélodique ou rythmique qu'il n'a jamais entendue. Il orchestre dans la foulée sur ordinateur, s'étant dès les années 1980 penché sur la composition assistée par ordinateur,.
Le saxophoniste Jean-Charles Richard, dédicataire du Concerto pour saxophone, joue depuis les années 2010 le rôle de coordinateur musical auprès de Solal (vérification des partitions, intermédiaire auprès de l'orchestre…).

## Œuvres symphoniques et concertantes

### Stress(1977)
Cette œuvre est coécrite par Marius Constant et Martial Solal pour quintette de cuivres, percussions et trio de jazz (piano, basse, batterie). Les deux musiciens ont écrit « chacun de leur côté », avant de juxtaposer les séquences. Selon Solal, Constant en a composé les trois quarts.
Stress est créé le 21 août 1977 à Châteauvallon, par l'Ensemble Ars Nova dirigé par Marius Constant avec Martial Solal (piano), Cesarius Alvim (contrebasse) et Daniel Humair (batterie), et la pièce a tenu l'affiche pendant plusieurs saisons. La formation a également enregistré l'œuvre en décembre 1979,.

### Concerto pour piano (1980)

#### À propos
En 1980, André Francis, producteur du premier disque pour Vogue de Martial Solal, a suggéré à ce dernier d'écrire un concerto pour piano. Solal, qui n'avait presque pas écrit pour cordes depuis la musique d'À bout de souffle, se lance dans l'écriture d'une pièce d'une trentaine de minutes, faisant intervenir successivement un orchestre symphonique et un trio de jazz (piano, contrebasse, batterie). Il met six mois à l'écrire.

« Le but était de trouver un terrain d'entente entre jazz écrit, jazz improvisé et orchestre traité classiquement. Ce genre d'expérience ne peut, selon moi, déboucher sur une musique où les genres fusionneraient, ce que je ne crois pas souhaitable, mais tend simplement à prouver que la coexistence de plusieurs styles musicaux se nourrissant de matériaux assez proches est possible. Il s'agit beaucoup plus d'alternance que de fusion. »

— Martial Solal, notes de programme (1980).
Le concerto débute par des « couleurs délicates, de courtes mélodies et d'harmonies riches, avec une orchestration qui permet d'entendre à la fois les sons individuels des instruments, et les couleurs différentes des mélanges d'instruments ». Après un dialogue entre le piano et l'orchestre, le premier thème est exposé, sur un rythme plus soutenu. L'instrument principal, ici le trio de jazz, est par moments accompagné par l'orchestre. La partie de piano est en partie improvisée.

#### Représentations
Ce premier concerto est créé et enregistré au Studio 104 de la Maison de la Radio le 24 novembre 1981, par l'Orchestre philharmonique de Radio France dirigé par Marius Constant avec Martial Solal, Cesarius Alvim et Daniel Humair. Le public est alors très enthousiaste.
Ce concerto est enregistré en octobre 1989 par l'Orchestre philharmonique de Monte-Carlo dirigé par Marius Constant, avec Martial Solal (piano et synthétiseur), Michel Benita (contrebasse) et François Laizeau (batterie).

### ConcertoNuit étoilée(1981)
Pour cette pièce, commandée par René Martin, directeur du festival de La Roque-d'Anthéron, Solal joue de trois claviers : un piano à queue, un synthétiseur et un piano droit désaccordé.
Ici aussi, Solal joue sur deux styles : « il me semble qu'il y a très nettement une alternance. À des moments où j'interviens sur un synthétiseur, c'est très nettement du jazz, et c'est suivi d'une musique qui n'a aucun rapport avec le jazz. L'essentiel est d'organiser la succession avec une certaine habileté ».
Ce concerto est créé et enregistré en octobre 1989 par l'Orchestre philharmonique de Monte-Carlo dirigé par Marius Constant, avec Martial Solal (piano et synthétiseur), Michel Benita (contrebasse) et François Laizeau (batterie).

### Concerto (ou Fantaisie) pour deux orchestres (1984)
Ce concerto est écrit pour orchestre symphonique et big band. Chaque ensemble prend la parole à tour de rôle, dans son langage propre.
Il est enregistré par Radio France le 4 novembre 1984 à Lille et le 5 novembre 1984 au Studio 104 de la Maison de la Radio, par l'Ensemble franco-allemand de jazz sous la direction d'Albert Mangelsdorff et Jean-François Jenny-Clark, et la Junge Deutsch-Französiche Philharmonie sous la direction de Justus von Websky.

### Triple concerto pour trombone, piano, contrebasse et orchestre (1989)

#### À propos
Ce concerto est celui dans lequel « l'apport du jazz est le plus important ». Selon le pianiste Hervé Sellin, « tout y est écrit, et tout doit paraître improvisé », ce qui implique même si le langage n'est pas celui du jazz, les solistes doivent avoir une solide culture du jazz. Le concerto est redoutable sur le plan technique, particulièrement pour le trombone et la contrebasse.
Comme à son habitude, Solal joue des contrastes entre les rythmes, les couleurs, les instruments. Le trombone ouvre le concerto, rejoint par le piano et la contrebasse. On entend un dialogue musclé entre les cordes lyriques et les cuivres et percussions plus rythmiques. Pour sa cadence, la contrebasse alterne entre solo et dialogue avec l'orchestre. La coda contient « des éclats cuivrés qui rappellent les premier big bands de Martial Solal, dans les années 1950 ».

#### Représentations
Il est créé en 1989 à Cologne par Albert Mangelsdorff, Martial Solal, Jean-François Jenny-Clark et l'Orchestre franco-allemand des jeunes, pour la radio publique Westdeutscher Rundfunk Köln.
Le concerto est rejoué le 11 septembre 2020, par Denis Leloup (trombone ténor), Hervé Sellin (piano) et Jean-Paul Celea (contrebasse amplifiée), avec l'Orchestre national de France dirigé par Jesko Sirvend.

### ConcertoÉchanges(1989)
Dans ce concerto, le piano dialogue avec un ensemble de cordes. La partie de piano mêle parties écrites et improvisées
.
Solal crée son concerto le 29 avril 1989 au Théâtre de l'Agora d'Évry avec la Camerata de France, dirigée par Daniel Tosi.
Le concerto est rejoué par Éric Ferrand N’Kaoua, notamment en août 2019 à Vernon, dans le cadre du festival de musique de chambre de Giverny.

### Concerto pour piano et cordesSponde(1993)
Ce concerto est créé en 1993 à Cannes par l'Orchestre régional de Cannes-Provence-Alpes-Côte d’Azur dirigé par Philippe Bender avec Martial Solal au piano.

### ConcertoCoexistence(1997)

#### À propos
Ce concerto est écrit pour orchestre, big band et piano. Pour la première fois, il écrit des passages « résolument jazz […] avec accents déplacés et syncopes en tout genre » pour la section de cordes de l'orchestre. Pour autant, il continue de jouer sur l'alternance des deux univers. Il explique : « Coexistence est pour moi le plus important, le plus long aussi. […] Cette pièce est la plus proche d’une certaine idée que je me fais d’une “coexistence” possible des deux musiques de ma vie : rapprochement et coexistence ne signifiant pas fusion ».
Lors de la création, en 1997, Solal improvise la partie piano. En le réécoutant plus tard, il se rend compte qu'« il y [a] quelque chose de bâtard » dans ce mélange entre parties écrites et improvisées. Il remanie la partition pour le seul Orchestre national de France en 2020, tout en conservant la batterie, et écrit entièrement une partie de piano. Il conserve, avec l'ajout de 4 cors, les couleurs cuivrées du big band.
Le concerto débute par un accord au piano, rejoint par l'orchestre et la batterie, cette dernière donnant une couleur « jazz » à la musique. La musique est très solalienne : « la partition est émaillée d’interventions vives, d’explosions syncopées, de dissonances et de tensions harmoniques des cuivres qui rappellent l’écriture caractéristique du compositeur ». La cadence de piano est écrite dans le style des improvisations de Solal.

#### Représentations
Il est créé le 21 juin 1997, pour la Fête de la musique, à la salle Olivier-Messiaen de Radio France, avec le Dodecaband, Martial Solal au piano et l'Orchestre national de France dirigé par Didier Benetti. Le concert est diffusé en direct sur France Musique, mais l'enregistrement est perdu.
Le concerto est rejoué le 11 septembre 2020, par Éric Ferrand-N’Kaoua (piano) et François Merville (batterie), avec l'Orchestre national de France dirigé par Jesko Sirvend.

### ConcertoIcosiumpour trompette, piano et orchestre (2003)

#### À propos
La formule du concerto pour trompette et piano est rare, mais avait déjà été explorée par Dmitri Chostakovitch en 1933, dans son premier Concerto pour piano. Le nom du concerto, Icosium, est celui de la cité antique existant à la place de l'actuelle Casbah d'Alger, ville où est né Martial Solal. Ce concerto est « inspiré par le jazz, mais en aucun cas ce n'est du jazz ». Pour autant, toute la musique semble improvisée, jaillie d'un seul trait sur la partition. Le concerto est dédié au trompettiste Thierry Caens,.

« Pour la partie de trompette d'Icosium qui est la première de mes pièces symphoniques où tout était écrit, j’avais souhaité la confier à Claude Egea qui est passé par l'Orchestre du Capitole de Toulouse, par ailleurs très sollicité dans le jazz tant comme soliste que comme premier trompette. Il a décliné. La partition lui a paru trop difficile. Ce que j'ai écrit est très exigeant, sur toute la tessiture, en commençant au début du concerto par la note la plus basse jouable sur une trompette, et par la suite des sauts de registre très rapides. Je me suis donc tourné vers Thierry Caens, immense technicien qui, sans se revendiquer comme jazzman, a cette double culture. »

— Martial Solal.
Manuel Rocheman, également interprète du concerto, le décrit ainsi : « dans Icosium, l'alternance est peu visible. L'improvisation réduite au minimum. Les quarante secondes que j'imaginais, Martial m’a demandé de les réduire des trois quarts et d'improviser dans le style de son écriture qui en l'occurrence n'est pas très jazz ».

#### Représentations
Le concerto est créé le 13 mai 2004 à Poitiers par Martial Solal lui-même au piano et Thierry Caens à la trompette, avec l'Orchestre Poitou-Charentes dirigé par Cristian Măcelaru,,. Solal a été incité à improviser une cadence qui ne figure pas dans la partition.
Il est joué en janvier 2022 à Radio France, avec l'Orchestre national de France. Manuel Rocheman remplace Solal au piano,.

### Prélude pour piano et orchestre (2009)
Cette œuvre est créée et filmée le 30 juin 2009 à Jazz à Vienne par l'Orchestre symphonique de l'Opéra de Lyon dirigé par Jean-Charles Richard avec Martial Solal au piano.

### Incoercible(2009)
Cette pièce est une adaptation pour trompette, piano, big band et orchestre symphonique du morceau que l'on entend sur l'album du Newdecaband de Martial Solal Exposition sans tableau (2006).
Cette version est créée et filmée le 30 juin 2009 à Jazz à Vienne par l'Orchestre symphonique de l'Opéra de Lyon dirigé par Jean-Charles Richard et le Newdecaband de Martial Solal avec Éric Le Lann à la trompette.

### A Frail Dance(2009)
Cette pièce est une adaptation pour orchestre du morceau, avec des paroles de Claudia Solal, que l'on entend sur l'album du Newdecaband de Martial Solal Exposition sans tableau (2006).
A Frail Dance est créé et filmé le 30 juin 2009 à Jazz à Vienne par l'Orchestre symphonique de l'Opéra de Lyon dirigé par Jean-Charles Richard et le Newdecaband de Martial Solal avec Claudia Solal (voix) et Denis Leloup (trombone).

### Concerto pour saxophone (2014)

#### À propos
Le soliste Jean-Charles Richard, pour qui le concerto a été écrit, passe du saxophone baryton au saxophone soprano. Il est accompagné par un orchestre à cordes, un marimba, un vibraphone, une batterie et un trombone, seul instrument à vent qui tient presque un rôle de soliste,. La principale difficulté de la partie de saxophone, d'après Richard, consiste en l'alternance de séquences de jeu très intenses, suivies de moments où l'orchestre répond, ce qui demande « l'explosion des fleurettistes ». Les cordes sont très rythmiques et vivaces.
Un motif rythmique est donné par le baryton, avant que celui-ci dialogue avec l'orchestre. Le soliste passe au soprano, dans un registre lyrique, avant de revenir au baryton. Après une fausse fin, c'est le soprano seul qui conclut la pièce.
La musique peut évoquer la marche de L'Apprenti sorcier de Paul Dukas ou les rythmes de Béla Bartók.

#### Représentations
Le Concerto pour saxophone, alors intitulé For Sax and Strings, est créé par Jean-Charles Richard au mois d'août 2019 à Vernon, dans le cadre du festival de musique de chambre de Giverny,. Pour ce concert, la pièce est arrangée pour un petit effectif de douze instruments à cordes.
Le concerto est rejoué le 11 septembre 2020, par Jean-Charles Richard (saxophones baryton et soprano) et François Merville (batterie), avec l'Orchestre national de France dirigé par Jesko Sirvend.

## Musique de chambre

### Ensemble instrumental
- 1966 : Petite pièce pour piano, clavecin et contrebasse
- 1983 : Fantaisie pour quintette de cuivre (deux trompettes, trombone, tuba, cor)
- 1985 : Pièces pour clavecin et percussion
- 1987 : Une Pièce pour quatre, pour quatuor de saxophones
- 1987 : Ballade, pour quintette de saxophones avec section rythmique ad libitum
- 1990 : Improvisation pour les cordes pincées no 1 et no 2, pour clavecin et percussions
- 1991 : Ballade pour deux pianos

### Instrument solo
- 1986 : Seul contre tous, pour basson solo
- Pièce de Collection, pour saxophone alto

#### Pour piano
- 1191 : Jazz Preludes
- 1997 : 11 Études
- 2015 : Voyage en Anatolie

## Discographie
- 1966 : Petite pièce pour piano, clavecin et contrebasse, in Antoinette Vischer (clavecin), Martial Solal (piano), Guy Pedersen (contrebasse), Le Clavecin moderne (Wergo)[31]
- 1981 : Stress - Psyché - Trois complexes, Marius Constant/Martial Solal, Erato 2292-45495-2[32],[16]
- 1985 : Pièces pour clavecin et percussion, in Élisabeth Chojnacka et Sylvio Gualda, Xenakis, Mâche, Solal (Erato)
- 1987 : Fantasie pour quintette, in Concert Arban, Brass Création (Arion)[33]
- 1988 : Seul contre tous, in Alexandre Ouzounoff, Palissander's night (Adda)
- 1989 : Nuit Étoilée, Concerto pour Piano et Orchestre, Orchestre philharmonique de Monte-Carlo dirigé par Marius Constant, Martial Solal (piano et synthétiseur), Michel Benita (contrebasse) et François Laizeau (batterie), Erato 2292-45495-2[34]
- 1990 : Improvisation pour les cordes pincées no 1 et no 2, in Élisabeth Chojnacka, Sylvio Gualda, Aperghis, Ferrari, Miereanu, Solal, Xenakis (Adda)
- 1991 : Ballade pour deux pianos, in Katia et Marielle Labèque, Love of colours (Sony Masterworks)
- 1993 : Ballade pour deux pianos, in François Couturier et Jean-Pierre Chalet, Planisphères(Charlotte Records)
- 2015 : Martial Solal - Works for Piano and Two Pianos, Éric Ferrand-N'Kaoua (Grand Piano). L'album comprend notamment les Jazz Preludes et les Onze Études. Martial Solal joue avec Éric Ferrand-N'Kaoua la Ballade pour deux Pianos.